# Provincia de Lucanas
La provincia de Lucanas es una de las once que conforman el departamento de Ayacucho en el sur Perú. Limita al norte con la provincia de Huancasancos, la provincia de Víctor Fajardo y la provincia de Sucre; por el este con el departamento de Apurímac; por el sur con la provincia de Parinacochas, y por el oeste con el departamento de Ica.

## División administrativa
La provincia tiene una extensión de 14 494,64 km² y se encuentra dividida en 21 distritos:
1. Puquio
2. Aucará
3. Cabana
4. Carmen Salcedo
5. Chaviña
6. Chipao
7. Huac-Huas
8. Laramate
9. Leoncio Prado
10. Llauta
11. Lucanas
12. Ocaña
13. Otoca
14. Saisa
15. San Cristóbal
16. San Juan
17. San Pedro
18. San Pedro de Palco
19. Sancos
20. Santa Ana de Huaycahuacho
21. Santa Lucía

## Población
La provincia tiene una población aproximada de 65 414 habitantes.

## Capital
La capital de la provincia es la ciudad de Puquio.

## Autoridades

### Regionales
- Consejero regional
  - 2019-2022:[1] Hermilio Linares Neyra (Movimiento Regional Gana Ayacucho)

### Municipales
- 2019-2022[1]
  - Alcalde: Luis Alfonso Moya Mora, de Alianza para el Progreso.
  - Regidores:

  1. Simón Lizarbe Meléndez (Alianza para el Progreso)
  2. Reyna Yuly Medina Mendívil (Alianza para el Progreso)
  3. Iván Antonio Navarro Condori (Alianza para el Progreso)
  4. Javier Toledo Valencia (Alianza para el Progreso)
  5. Gerardo Fernández Gamboa (Alianza para el Progreso)
  6. Juan Sebastián Pariona Cuba (Alianza para el Progreso)
  7. Carlos Javier Atahua Godoy (Desarrollo Integral Ayacucho)
  8. Benito Delgado Poma (Musuq Ñan)
  9. Sandro Ccaico Inca (Movimiento Regional Gana Ayacucho)

## Festividades
- Yaku Raymi (fiesta del agua)